# Эранос

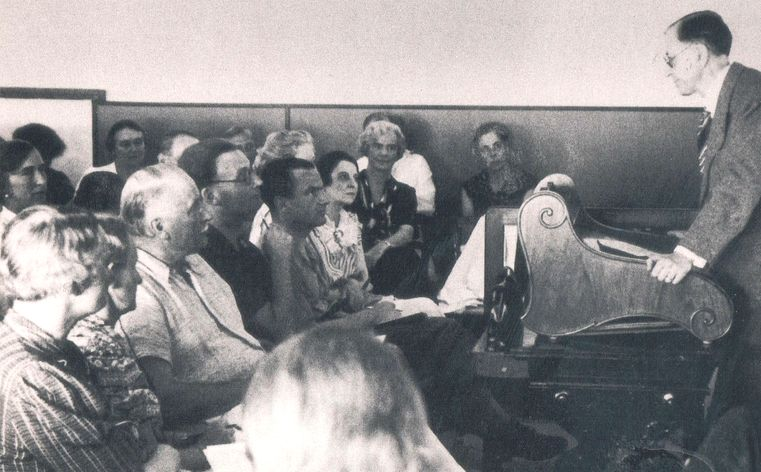
Собрание 1938 года, выступает Поль Масон-Урсель, третий слева в первом ряду — К. Г. Юнг

Эранос (греч. ἔρανος, трапеза в складчину) —  международное интеллектуальное сообщество, своего рода междисциплинарный дискуссионный клуб по проблемам культуры, религии, духовной жизни, который действовал в центре Европы на протяжении более 70 лет.

## История
Основан в 1933 по инициативе британской феминистки, исследовательницы эзотеризма и теософии Ольги Фрёбе-Каптейн. Она открыла свой особняк на берегу Лаго-Маджоре под Асконой для ежегодных собраний учёных различных дисциплин — от математиков и биологов до историков и богословов — как «место встречи Запада и Востока», по выражению Карла Густава Юнга, активного участника этих собраний и одного из вдохновителей деятельности клуба.
Каждая конференция была посвящена определенной теме (Йога и медитация на Востоке и Западе, Древние культы Солнца и символика света в гностицизме и христианстве, Творение и организация, Истина сновидений и др.) и продолжалась неделю. Участники выступали с двухчасовыми докладами по теме очередного собрания, в дальнейшем шли дискуссии, которые продолжались в постоянном дружеском общении. Идею и название клуба предложил близкий друг основательницы Рудольф Отто, чьи труды, относящиеся к сакральному, сравнительному религиоведению, мистике Запада и Востока, были одним из идейных источников деятельности сообщества.
В деятельность клуба, соответственно его задачам и духу, интуициям целостности мира и знания о нём, символом чего и выступало сакральное, были вовлечены крупные исследователи религии и культуры античности и эллинизма, иудейского и исламского мира, дальневосточного региона.

## Наиболее известные участники
- Первый период: 1933—1988
  - Адо, Пьер
  - Бек, Лео
  - Бенц, Эрнст
  - Бубер, Мартин
  - Буркерт, Вальтер
  - Вег, Шандор
  - Вейдле, Владимир
  - Вейль, Герман
  - Вышеславцев, Борис Петрович
  - Даниэлу, Жан
  - Дюран, Жильбер
  - Идзуцу, Тосихико
  - Икскюль, Туре фон
  - Кереньи, Карл
  - Киспель, Жиль
  - Корбен, Анри
  - Кэмпбелл, Джозеф
  - Лейзеганг, Ханс
  - Ван дер Леув, Герард
  - Лёвит, Карл
  - Массиньон, Луи
  - Нойманн, Эрих
  - Пеллио, Поль
  - Плеснер, Хельмут
  - Портманн, Адольф
  - Пюэш, Анри Шарль
  - Радин, Пол
  - Райн, Кэтлин
  - Ранер, Хуго
  - Рид, Герберт
  - Рис-Дэвидс, Каролина Августа
  - Судзуки, Дайсэцу Тэйтаро
  - Тиллих, Пауль
  - Туччи, Джузеппе
  - Фёгелин, Эрик
  - Франц, Мария-Луиза фон
  - Хайлер, Фридрих
  - Хиллман, Джеймс
  - Холтон, Джеральд
  - Циммер, Генрих Роберт
  - Шолем, Гершом
  - Шрёдингер, Эрвин
  - Элиаде, Мирча
  - Юиг, Рене
  - Юнг, Карл Густав

- Второй период: 1989—2006
  - Ассман, Алейда
  - Ассман, Ян
  - Бодеи, Ремо
  - Браг, Реми
  - Ваттимо, Джанни
  - Дзолла, Элемире
  - Каваи, Хаяо
  - Пригожин, Илья
  - Салкочаи, Арпад
  - Скафи, Алессандро
  - Стайнер, Джордж
  - Хорнунг, Эрик
  - Вербловский, Рафаэль Иегуда
  - Шиммель, Аннемари

## Публикации
По материалам лекций и обсуждений издавались ежегодники общества Эранос, с 1933 по 2011 опубликовано 70 томов.